# Liste der Naturdenkmale in Überherrn
Die Liste der Naturdenkmale in Überherrn nennt die auf dem Gebiet der Gemeinde Überherrn im Landkreis Saarlouis im Saarland gelegenen Naturdenkmale.

## Naturdenkmale
| Bild | Bezeichnung | Ort                                                 | Beschreibung                                 | Art | Nr.        |
| ---- | ----------- | --------------------------------------------------- | -------------------------------------------- | --- | ---------- |
| BW   | 1 Linde     | Überherrn Felsberg 49° 17′ 29,5″ N, 6° 41′ 31,1″ O) | am Eingang zum alten Friedhof                |     | D 3.12.001 |
| BW   | 4 Linden    | Überherrn Bisten 49° 15′ 21,5″ N, 6° 42′ 34,5″ O)   | am Nordausgang von Bisten am Kriegerehrenmal |     | D 3.12.002 |
| BW   | 2 Linden    | Überherrn 49° 15′ 16,8″ N, 6° 43′ 58,5″ O)          | an der St. Antonius-Kapelle am Linslerhof    |     | D 3.12.003 |
| BW   | 4 Linden    | Überherrn 49° 13′ 21,4″ N, 6° 41′ 49,3″ O)          | am Marhof                                    |     | D 3.12.004 |
| BW   | 1 Ahorn     | Überherrn 49° 15′ 8,1″ N, 6° 43′ 58,9″ O)           | Linslerhof, rechts des Herrenhauses          |     | D 3.12.005 |